# Coyote ibrido

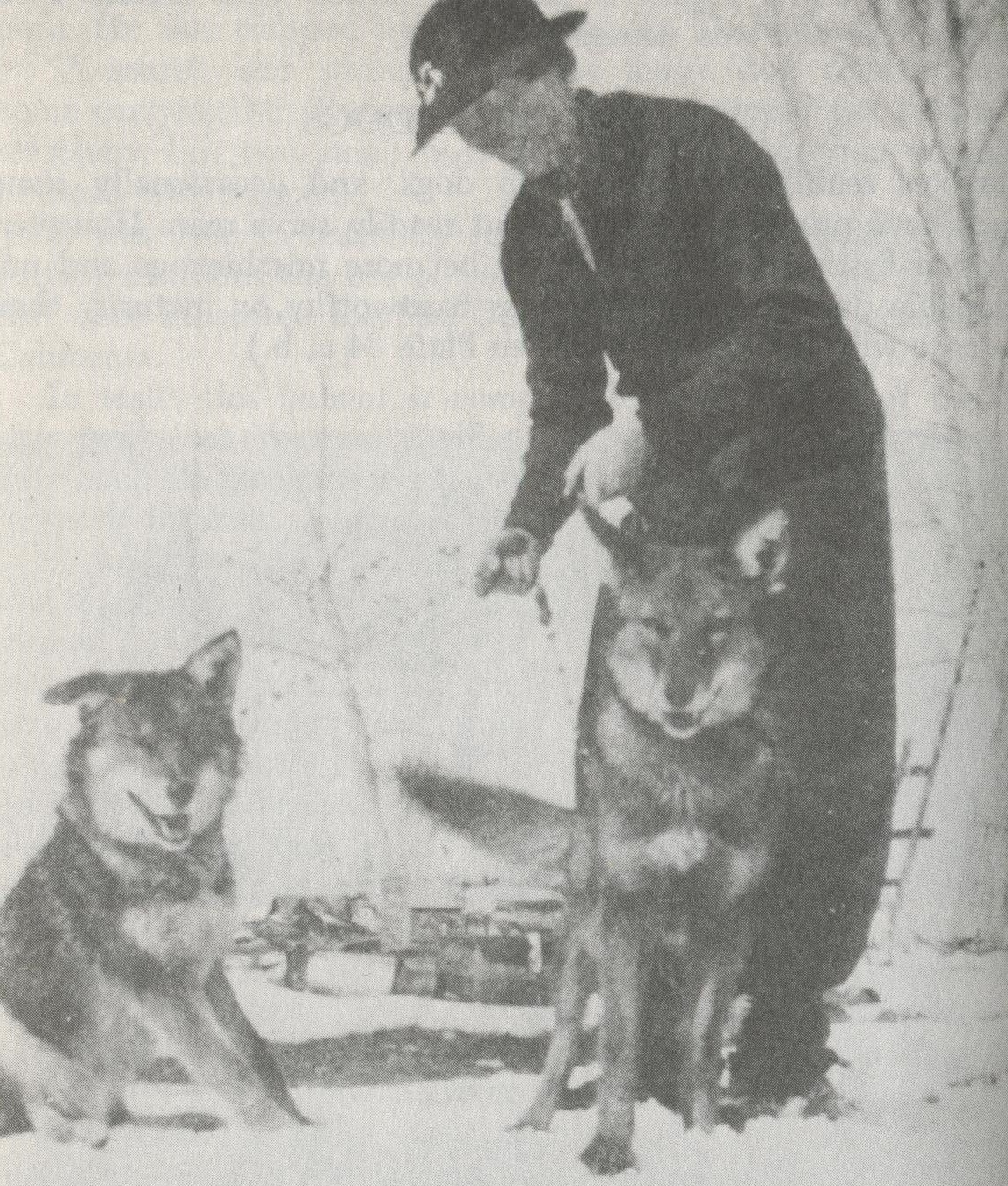
Coppia di coyote ibridi in Wyoming

Un coyote ibrido (detto coydog in lingua inglese) è un canide ibrido risultato dell'incrocio tra un coyote e un cane. Tali accoppiamenti sono rari nello stato selvatico, siccome i cicli riproduttivi dei coyote e i cani non coincidono e, in genere, i coyote sono aggressivi verso i cani; persino gli esemplari in cattività dimostrano una certa riluttanza nell'accoppiamento con i cani. Gli incroci tendono a verificarsi laddove i coyote sono numericamente scarsi e i cani sono le uniche opzioni. Anche in questo caso, poiché i cani non formano legami stabili con i coyote con cui si accoppiano e dunque rendono difficile l'allevamento della prole, il tasso di mortalità dei cuccioli risultanti è alto. In cattività, i cuccioli ibridi di prima generazione tendono a essere più ribelli dei cuccioli di cane e sono ancora meno affidabili dei lupi ibridi; morfologicamente presentano tratti intermedi tra i genitori mentre gli esemplari della seconda generazione mostrano maggiori variazioni. In generale, gli ibridi mantengono il pelo nero da neonati, il mantello color zibellino da adulti, la ghiandola odorifera sulla coda e il pelo bianco sulla faccia.  Sul lato comportamentale, sia gli ibridi di prima che seconda generazione mantengono la diffidenza e l'aggressività verso membri dello stesso sesso del coyote. Gli ibridi di ambo i sessi sono fertili, e possono mantenere questa fertilità per almeno quattro generazioni.
Gli accoppiamenti tra cane e coyote precedono la colonizzazione europea delle Americhe, dimostrazione ne è che i coyote melanici devono il loro pelo nero a una mutazione ereditata dai cani portati in Nord America attraverso Beringia dagli antenati dei nativi americani circa 12.000-14.000 anni fa. I coyote ibridi furono deliberatamente prodotti nel Messico pre-Colombiano, dove il coyote godeva di alta stima. Nella città di Teotihuacan, fu comune incrociare i coyote e i lupi con cani per produrre cani da guardia leali ma feroci. I nativi del Canada settentrionale erano soliti accoppiare i loro cani da slitta con i coyote per incrementarne la resistenza, pratica attuata fino ai primi anni del secolo scorso. Esiste una popolazione di coyote bianchi non albini in Terranova che deve il suo colore a un gene ereditato dai golden retriever.
Fra i 10.000 coyote abbattuti annualmente in Illinois per la pelliccia negli anni ottanta, circa 15% furono identificati come ibridi in base ai misuramenti cranici. Dal momento che la popolazione di coyote al tempo raggiungeva 20.000-30.000 esemplari, ciò indicherebbe che 3.000-4.500 di essi fossero ibridi. Fra 379 crani di canidi rinvenuti invece in Ohio tra 1982-1988, 10 (2.6%) di essi appartenevano a coyote ibridi.